# احلاف اقياس (بولعوان)
احلاف اقياس هي إحدى مشيخات المملكة المغربية، تتبع جغرافيا لإقليم الجديدة وإداريًا لبولعوان. يقدر عدد سكانها بـ 3463 نسمة حسب الإحصاء الرسمي للسكان والسكنى لسنة 2004.